# فابیان وید
فابیان وید (انگلیسی: Fabian Wiede؛ زادهٔ ۸ فوریهٔ ۱۹۹۴) بازیکن هندبال اهل آلمان است.